# Robert Rush Miller
Robert („Bob“) Rush Miller (* 23. April 1916 in Colorado Springs, Colorado; † 10. Februar 2003 in den USA) war ein Ichthyologe, Zoologe und ein Evolutionsbiologe.

## Frühe Jahre
Der Vater von Robert, Ralph Gifford Miller, war ein Rechtsanwalt. Robert Miller war der jüngste von vier Brüdern. In seiner Kindheit verzogen seine Eltern in die Umgebung von Los Angeles. Sein Vater wollte, dass er Geologie studiert. Diese Wissenschaftsdisziplin belegte er zunächst an der University of California in Berkeley, aber als er auf Feldstudien kleine Fische in Wüstengebieten entdeckte, entwickelt sich sein Interesse in diese Richtung. Er studierte am Pomona College in Berkeley und schloss das College im Jahr 1939 als „Student vor dem ersten akademischen Grad“ ab. Dort lernt er den bedeutenden US-amerikanischen Ichthyologen Professor Carl Leavitt Hubbs kennen, mit dem er später häufig zusammenarbeitete.
1940 heiratete er Frances Hubbs, die Tochter von Hubbs, mit der er zeit ihres Lebens bei seinen wissenschaftlichen Arbeiten kooperierte. Mit ihr hatte er fünf Kinder, darunter zwei Zwillingskinder.

## Jahre als Wissenschaftler
Sein Studium beendete er 1943 an der Universität Michigan mit einem Bachelorgrad. 1944 promovierte er bei Hubbs. Anschließend wurde er von der Smithsonian Institution am National Museum of Natural History angestellt. Seine erste Arbeit an der Smithsonian Institution führte ihn 1946 nach Guatemala.
1948 wurde er als Experte für Fischkunde in der American-Australian Scientific Expedition to Arnhem Land aufgenommen und sammelte in der acht Monate dauernden Expedition 30.000 Fischexemplare. Noch im Expeditionsverlauf erhielt er ein Angebot zum Assistenzprofessor für Zoologie der Universität Michigan, das er annahm und diesen Posten bis 1954 bekleidete.
Von 1948 bis 1959 war er Assistenz-Kurator für Fischkunde am Museum für Zoologie und von 1954 bis 1959 Assistenzprofessor für biologische Wissenschaften an der Universität Michigan. 1960 erfolgte die Ernennung Professor für Biologische Wissenschaften und zum Kurator für Fischkunde an der Universität Michigan.
1965 ernannte man ihn zum Präsidenten American Society of Ichthyologists and Herpetologists, von 1965 bis 1979 war er Vorsitzender des Desert Fishes Council und von 1973 bis 1974 war er Guggenheim Fellow.
Gemeinsam mit W. L. Minckley entdeckte er den in Mexiko endemischen Fisch Xiphophorus gordoni, dessen Bestand heute gefährdet ist. Sie nannten ihn zur Ehre nach Myron Gordon.
Robert Miller wurde mehrmals ausgezeichnet, 1989 mit dem Service Award der American Fisheries Society und 1994 mit dem Robert H. Gibbs Jr. Memorial Award der American Society of Ichthyologists and Herpetologists.

## Werk (Auswahl)
Robert Rush Millers Publikationsliste umfasst um 250 Werke.
- Robert R. Miller, Carl Leavitt Hubbs (1948): The Zoological Evidence: Correlation Between Fish Distribution and Hydrographic History in the Desert Basins of Western United States.
- Robert R. Miller (1961): Man and the Changing Fish Fauna of the American Southwest (1961): Papers of the Michigan Academy of Science, Arts, and Letters.
- Robert R. Miller, Karl Frank Lagler, John E. Bardach (1962): Ichthyology, University of Michigan
- Robert R. Miller, W. L. Minckley (1963): Xiphophorus gordoni, A New Species of Platyfish from Coahuila, Mexico, Copeia, 1963 (3). S. 538–546.
- Robert R. Miller (1966): Geographical Distribution of Central American Freshwater Fishes, Copeia.
- Robert R. Miller, J. D. Williams, J.E. Williams (1989): Extinctions of North American Fishes During the Past Century, Fisheries.
- Robert R. Miller (posthum 2004 veröffentlicht), Steven Mark Norris, W. L. Minckley: Freshwater Fishes of Mexico.